# Dubrovîțea
Dubrovîțea (în ucraineană Дубровиця) este orașul raional de reședință al raionului Dubrovîțea din regiunea Rivne, Ucraina. În afara localității principale, nu cuprinde și alte sate.

## Demografie
Componența lingvistică a orașului Dubrovîțea
     Ucraineană (97,69%)
     Rusă (1,8%)
     Alte limbi (0,46%)
Conform recensământului din 2001, majoritatea populației orașului Dubrovîțea era vorbitoare de ucraineană (97,69%), existând în minoritate și vorbitori de rusă (1,8%).

## Personalități născute aici
- Georges Charpak (1924 - 2010), fizician francez de origine polonă, laureat Nobel.